# Лангенорла
Лангенорла (нім. Langenorla) — громада в Німеччині, розташована в землі Тюрингія. Входить до складу району Заале-Орла. Складова частина об'єднання громад Оппург.
Площа — 22,71 км2. Населення становить 1196 ос. (станом на 31 грудня 2021).